# Linoleum

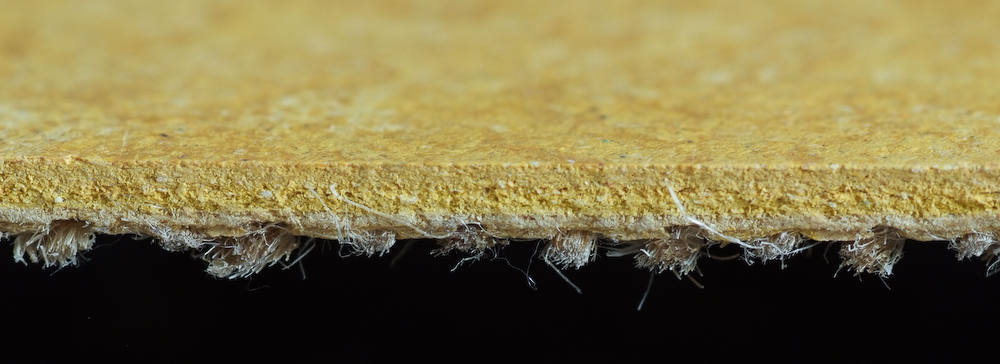
Linoleum

Linoleum – materiał składający się z warstwy barwionej w masie, utwardzonej masy plastycznej (o podstawowym składzie: włókna lniane, olej lniany, kalafonia, mączka drzewna lub korkowa, pigment), nałożonej wałkiem w postaci cienkiej jak tkanina lub tapeta warstwy na osnowę z tkaniny jutowej płótno jutowe (lub podobną tkaninę). Linoleum zostało wynalezione przez Anglika, Fredericka Waltona w 1863 roku. Nie zdołał on jednak zarejestrować nazwy jako zastrzeżonego znaku towarowego. Produkowany w Anglii już od 1864 r. W latach 90 XIX wieku linoleum drukowano już w wielu wzorach a jednym z najpopularniejszych był wzór „marmurkowy”. Stosowana głównie jako wykładzina podłogowa, ale również jako materiał na matryce linorytowe. Na początku XX wieku wprowadzono linoleum na osnowie z filcu pod nazwą handlową congoleum. Mimo iż w drugiej połowie XX wieku wykładziny PCW niemal całkowicie zastąpiły linoleum, nazwa wciąż znajduje się w powszechnym użyciu.